# Ґрабувко (Квідзинський повіт)
Ґрабувко (пол. Grabówko, нім. Klein Grabau) — село в Польщі, у гміні Квідзин Квідзинського повіту Поморського воєводства.
Населення — 250 осіб (2011).
У 1975-1998 роках село належало до Ельблонзького воєводства.

## Демографія
Демографічна структура станом на 31 березня 2011 року:
|          | Загалом | Допрацездатний вік | Працездатний вік | Постпрацездатний вік |
| -------- | ------- | ------------------ | ---------------- | -------------------- |
| Чоловіки | 126     | 23                 | 96               | 7                    |
| Жінки    | 124     | 26                 | 80               | 18                   |
| Разом    | 250     | 49                 | 176              | 25                   |